# Grób Nieznanego Żołnierza w Radomiu
Grób Nieznanego Żołnierza w Radomiu – pomnik w formie płyty, zlokalizowany na skwerze przed wejściem do kościoła garnizonowego przy placu Konstytucji 3 Maja.

## Historia
Historia pomnika zaczęła się w nocy 2/3 maja 1925 roku, kiedy nieznany fundator zostawił przed wejściem do kościoła garnizonowego marmurową płytę ze złoconym napisem sławiącym Nieznanego Żołnierza. Wkrótce urządzono otoczenie pomnika. Tablica przetrwała w tym miejscu do wiosny 1940 roku, kiedy została rozebrana z rozkazu niemieckich władz okupacyjnych (przy okazji przemianowania placu Konstytucji na plac Hitlera). Po II wojnie światowej nie było możliwości odbudowy pomnika. Ostateczną decyzję odmowną wydał w 1957 roku główny architekt Wojewódzkiego Zarządu Architektoniczno-Budowlanego w Kielcach.
W czasie tzw. "karnawału Solidarności", od października 1981 r. starania mające na celu odbudowę pomnika czynił radomski Komitet Obrony Więzionych za Przekonania działający przy Zarządzie Regionu NSZZ "Solidarnośc" Ziemia Radomska. Z inicjatywy lidera KOWzP i wiceprzewodniczącego "Solidarności" Jacka Jerza radomskim organizacjom społecznym i katolickim (m.in. Stowarzyszeniu PAX oraz Klubowi Inteligencji Katolickiej) przedstawiono ideę odbudowy pomnika i wezwano je do jej wsparcia, zaś na terenie miasta kolportowano sygnowane przez KOWzP ulotki i plakaty informujące o tej inicjatywie oraz wzywające mieszkańców do przekazania informacji na termat miejsca ukrycia oryginalnych fragmentów zdemontowanego przez Niemców pomnika. Niestety, wprowadzony wkrótce stan wojenny pokrzyżował te zamiary, a odbudowa pomnika odwlekła się aż do wiosny 1995 roku.
W czerwcu 2008 dokonano sensacyjnego odkrycia. Podczas budowy nowego obiektu na terenie d. rzeźni miejskich przez przypadek odkryto oryginalną płytę pochodzącą z przedwojennego pomnika, która przez niemal siedemdziesiąt lat uchodziła za zaginioną. Obecnie przechowywana jest w Muzeum im. Jacka Malczewskiego.

## Opis
Pierwotny pomnik składał się z płyty o następującej treści:
NIEZNANEMU ŻOŁNIERZOWI 

POLEGŁEMU W OBRONIE 

OJCZYZNY 

Nad płytą umieszczono dwie pary skrzyżowanych lanc ułańskich – dar 11 Pułku Ułanów Legionowych. Pod płytą umieszczono urnę z prochami żołnierzy I Brygady Legionów poległych w bitwie pod Anielinem i Laskami koło Pionek w październiku 1914 roku. Całość założenia otoczono czterema słupkami, pomiędzy którymi zawieszono żeliwne łańcuchy. Współczesny pomnik wykonano w 1995 roku według projektu Marka Szczepanika. Składa się z płyty, na której umieszczono napis o treści identycznej z przedwojennym oraz stylizowanego krzyża orderu Virtuti Militari, wykonanego z kamienia.